# Sémaphore du Pouldu
Le sémaphore du Pouldu est un ancien sémaphore construit en 1861 et situé sur le territoire de la commune de Guidel dans le département du Morbihan, implanté à l'arrière d'un éperon rocheux donnant sur l'embouchure de la Laïta (ou la rivière du Pouldu).

## Histoire
Au cours de la période de fortification du royaume de France sous Vauban, un poste de garde en pierre est installé. À la suite du siège de Lorient à l'automne 1746 par les Anglais venus attaquer la compagnie des Indes de Lorient, un corps de garde et une poudrière sont édifiés, tous deux enclavés dans une redoute constituée d’un talus de terre défensif pointant vers la côte.
La batterie du Pouldu en Guidel est modernisée par la « commission mixte d'armement des côtes de la France, de la Corse et des îles » de 1841 pour la défense de l'anse du Pouldu. La batterie comprendra cinq obusiers de 22 cm et un corps de garde crénelé du type de 1846 ; il existe encore à ce jour des vestiges se réduisant à trois pièces voûtées très ruinées représentant environ un quart de la structure totale.
Dans la seconde moitié du XIXe siècle, une décision ministérielle vise à renforcer la surveillance littorale par la construction de dix sémaphores sur les côtes morbihannaises : le sémaphore du Pouldu est édifié en 1861 au centre de la redoute du XVIIIe siècle. Il doit assurer la surveillance du littoral, l'observation météorologique et la transmission de messages.
Le sémaphore est désarmé en 1958. Devenu musée municipal de la Marine après la Seconde Guerre mondiale jusqu'en 1976, date à laquelle les œuvres sont transférées à Port-Louis au Musée de la Citadelle. Le site est ensuite transformé en centre de plein-air géré par la Marine en mai 1978, puis transformé en terrain de camping en 1980, le Cercle des Officiers-Mariniers de Lorient en assurant la gestion. La Marine Nationale vend à la commune de Guidel le Camping du Sémaphore en 2001.
Laissé totalement à l'abandon, il est sélectionné parmi les projets régionaux de l'édition 2024 du Loto du patrimoine, avec pour projet une réhabilitation en base nautique.